# Феликс Митерер
Феликс Митерер (на немски: Felix Mitterer) е австрийски писател и актьор, автор на пиеси, сценарии, книги за деца и автобиография.

## Биография
Феликс Митерер е роден през 1948 г. в Ахенкирх, Тирол. Посещава училище в Кицбюел и тиролската общност Кирхберг. След това се обучава за учител в Инсбрук и от 1966 г. работи в инсбрукската митница.
През 1970 г. прави първите си предавания за ORF. От 1977 г. е писател на свободна практика.
Наред с литературната си дейност Митерер участва като актьор, напр. в постановката на първата си пиеса „Няма място за идиоти“ („Kein Platz für Idioten“).
От 1995 до 2010 г. работи и живее в село Кясъллайънс, Ирландия. През 2010 г. с цел да се установи в Австрия купува стопанство в Равелсбах във винарската област, което обитава след 2011 г.

### Пиеси
- 1977: Kein Platz für Idioten

Няма място за идиоти, изд.: Рива, София (1984), прев. Владко Мурдаров
- 1982: Stigma. Eine Passion
- 1985: Besuchszeit

Време за свиждане, изд.: Рива, София (2010), прев. Владко Мурдаров
- 1986: Die wilde Frau

Дивачката, изд.: Рива, София (2010), прев. Владко Мурдаров
- 1987: Verlorene Heimat
- 1987: Kein schöner Land
- 1989: Die Kinder des Teufels
- 1989: Sibirien

Сибир, изд.: Рива, София (1984), прев. Владко Мурдаров
- 1990: Munde. Das Stück auf dem Gipfel
- 1991: Ein Jedermann
- 1993: Abraham

Авраам, изд.: Рива, София (2010), прев. Владко Мурдаров
- 1993: Die Geierwally
- 1994: Krach im Hause Gott

Скандал в Божия дом, изд.: Рива, София (2010), прев. Владко Мурдаров
- 1998: In der Löwengrube
- 1998: Die Frau im Auto
- 1999: Tödliche Sünden

Смъртни грехове, изд.: Рива, София (2010), прев. Владко Мурдаров
- 2000: Mein Ungeheuer
- 2001: Gaismair
- 2002: Johanna oder die Erfindung der Nation
- 2004: Kreuzweg Hochberg
- 2004: Die Beichte

Изповедта, изд.: Рива, София (2010), прев. Владко Мурдаров
- 2004: Die Hutterer
- 2006: Die Weberischen
- 2007: Der Panther

Пантерата, изд.: Рива, София (2010), прев. Владко Мурдаров
- 2007: Franz von Assisi – Der Narr Gottes
- 2008: Der Patriot

Патриотът, изд.: Рива, София (1984), прев. Владко Мурдаров
- 2009: 1809 – Mein bestes Jahr
- 2009: Speckbacher
- 2011: Du bleibst bei mir
- 2011: Drachendurst
- 2013: Jägerstätter
- 2013: Jakob der Letzte
- 2013: Passion Erl. Theaterstück
- 2015: Der Boxer
- 2015: Glanzstoff[2]
- 2016: Märzengrund
- 2017: Galápagos
- 2018: Vomperloch
- 2019: Brüderlein Fein

### Книги за деца
- 1977: Superhenne Hanna (Roman)
- 2004: Superhenne Hanna gibt nicht auf
- 2005: Die Jagd nach dem hohen C (zusammen mit Anna Mitterer)
- 2007: Superküken Hanna (Bilderbuch)
- 2011: Superhenne Hanna (Hörbuch)

### Автобиография
- 2018: Mein Lebenslauf

## Награди и отличия
- 1978: Kunstpreis der Stadt Innsbruck für Dramatische Dichtung
- 1987: „Награда Петер Розегер“
- 1988: Tiroler Landespreis für Kunst
- 1991: Adolf-Grimme-Preis mit Silber
- 1991: Romy für Die Piefke-Saga
- 1991: „Австрийска награда за художествена литература“
- 2001: „Награда Ернст Толер“
- 2003: ORF-Hörspielpreis für Die Beichte
- 2004: Prix Italia für das Hörspiel Die Beichte
- 2005: Ehrenzeichen des Landes Tirol
- 2009: Romy für Tatort: Baum der Erlösung
- 2013: Ödön-von-Horvath-Preis[3]
- 2013: ORF-Hörspielpreis für Ein Bericht für eine Akademie
- 2018: Ehrenmitglied des Theaters in der Josefstadt
- 2018: Goldenes Verdienstzeichen des Landes Wien[4]
- 2018: Tiroler des Jahres[5]
- 2019: ORF Hörspielpreise – Hörspiel des Jahres 2018 für Märzengrund[6]